# Naissance en 1928
Naissance
- 1924
- 1925
- 1926
- 1927
- 1928
- 1929
- 1930
- 1931
- 1932

Cette page dresse une liste de personnalités nées au cours de l'année 1928 présentée dans l'ordre chronologique.
La liste des personnes référencées dans Wikipédia est disponible dans la page de la Catégorie: Naissance en 1928.

Stanley Kubrick
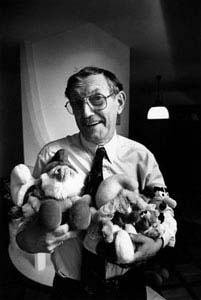
Peyo
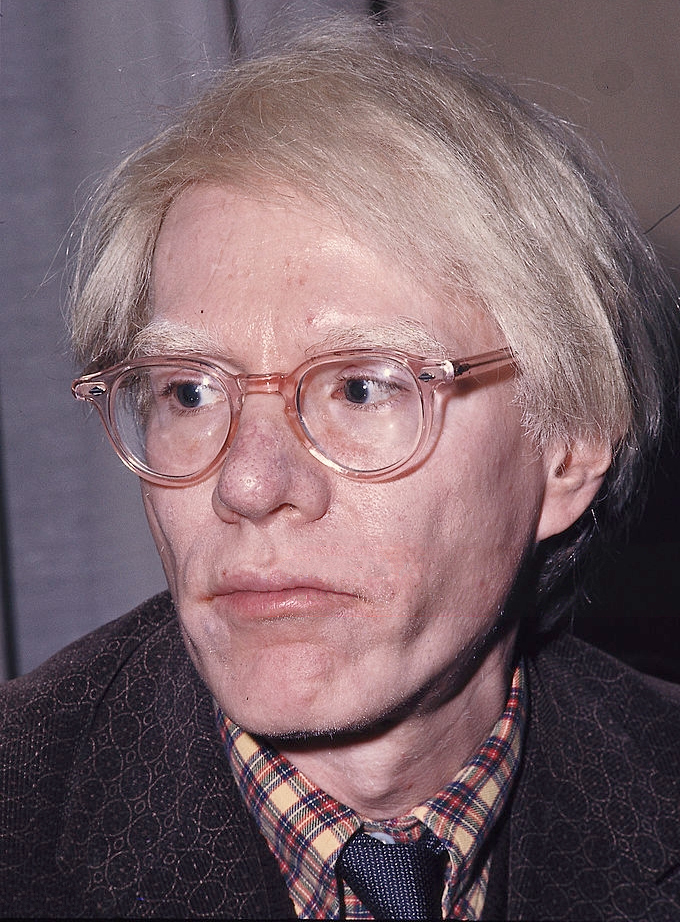
Andy Warhol
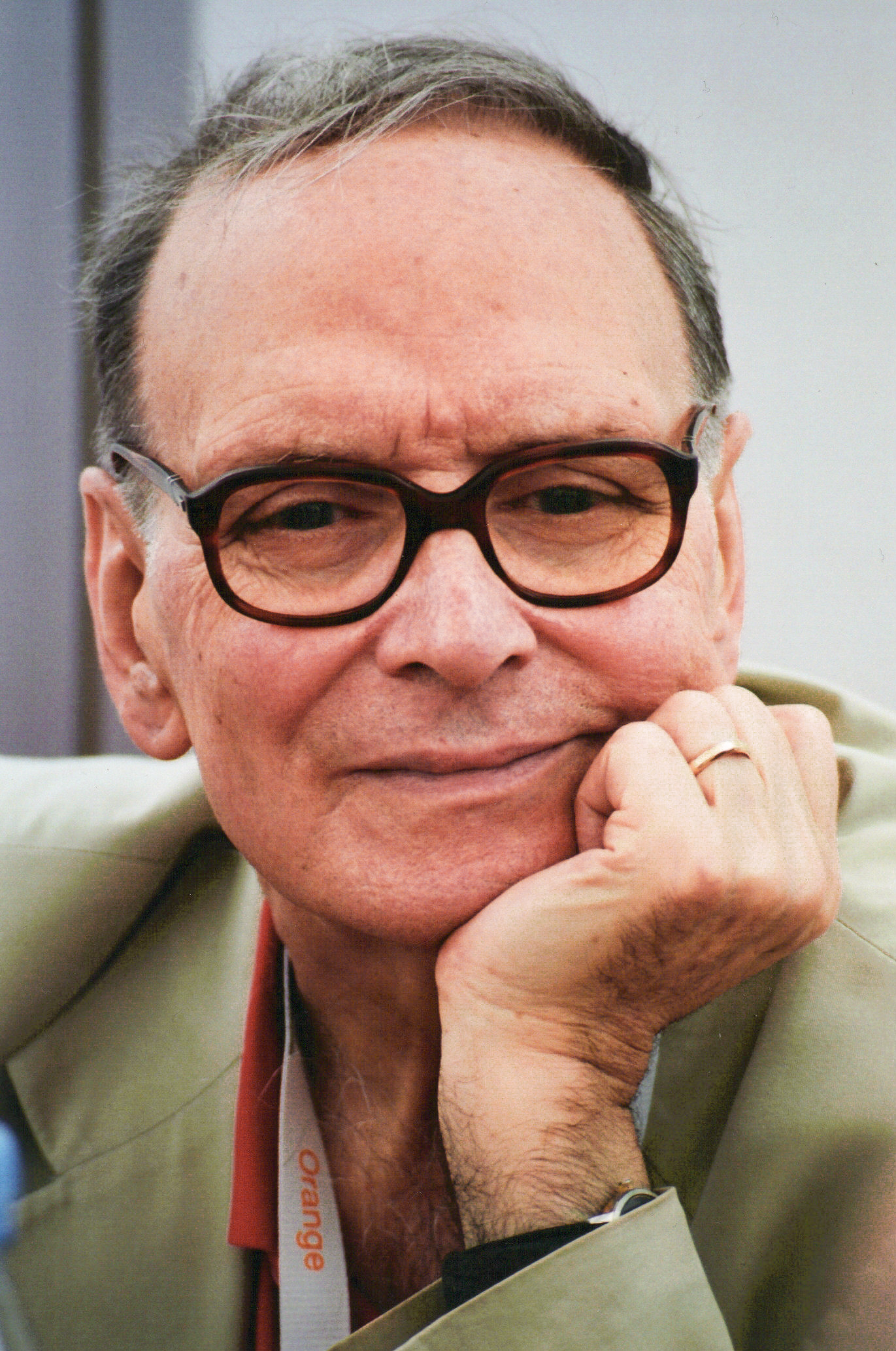
Ennio Morricone
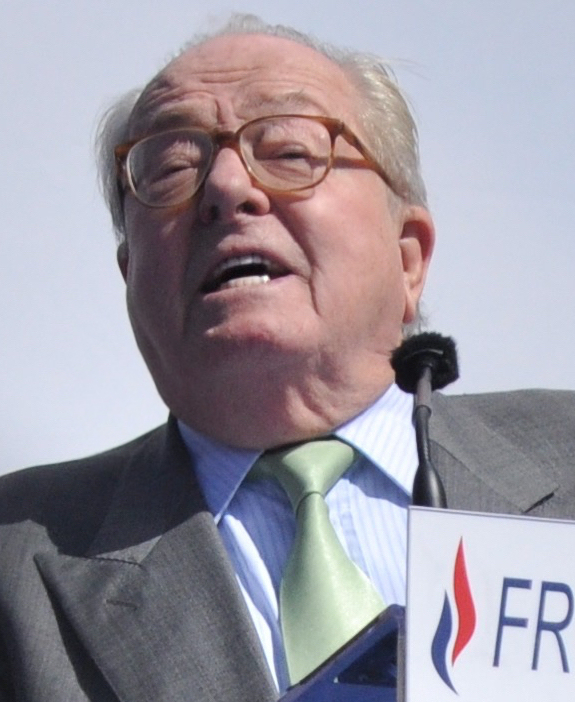
Jean-Marie Le Pen
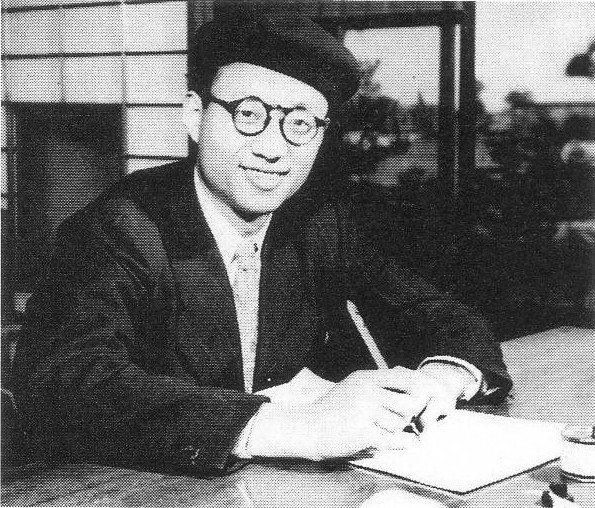
Osamu Tezuka
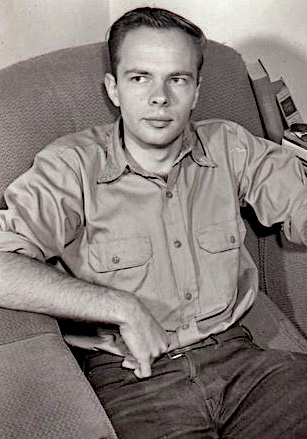
Philip K. Dick

## Janvier
- 1er janvier :
  - Roger Dadoun, philosophe, psychanalyste, traducteur et critique d'art français († 12 juin 2022).
  - June Lloyd, pédiatre britannique († 28 juin 2006).
  - Gérard Mannoni, sculpteur français († 1er avril 2020).
  - Abdul Sattar Edhi, philanthrope pakistanais († 8 juillet 2016).
  - Helen Westcott, actrice  américaine († 17 mars 1998).
- 2 janvier :
  - Claude Battistella, footballeur français († 2 octobre 2005).
  - Daisaku Ikeda, intellectuel, philosophe et personnage religieux japonais, président de la Sōka Gakkai († 15 novembre 2023).
  - Ray Kassar, entrepreneur américain  († 10 décembre 2017).
  - Oscar Rabin, peintre soviétique puis français et enfin russe († 7 novembre 2018).
  - Tamio Ōki, seiyū et narrateur japonais († 14 décembre 2017).
- 4 janvier : Esko Karhunen, basketteur finlandais († 8 mars 2016).
- 5 janvier :
  - Walter Mondale, homme d'État américain († 19 avril 2021).
  - Qian Qichen, homme politique et diplomate chinois († 9 mai 2017).
- 6 janvier :
  - Lyli Herse, coureuse cycliste française († 4 janvier 2018).
  - Carlo Pedretti, historien de l'art italien († 5 janvier 2018).
- 7 janvier :
  - Baptiste-Marrey, homme de lettres et écrivain français († 22 janvier 2019).
  - William Peter Blatty, écrivain, scénariste et réalisateur américain d'origine libanaise († 12 janvier 2017).
  - Jean-Jacques Morvan, peintre, sculpteur, graveur et écrivain français († 4 septembre 2005).
  - Salvatore Gallo, peintre et sculpteur italien († 1996).
- 8 janvier :
  - Chaim Kanievsky, rabbin israélien († 18 mars 2022).
  - Gaston Miron, poète québécois († 14 décembre 1996).
  - Louis Van Linden, footballeur belge († 11 décembre 2002).
  - Máximo Mosquera, footballeur péruvien († 27 juillet 2016).
- 10 janvier :
  - Sonny Bupp, acteur américain († 1er novembre 2007).
  - Philip Levine, poète américain († 14 février 2015).
- 11 janvier :
  - Åke Lindman, acteur, réalisateur et footballeur finlandais († 3 mars 2009).
  - Hortensio Vidaurreta, coureur cycliste espagnol († 28 février 1984).
  - Gil Stein, président de la Ligue nationale de hockey américain († 24 mars 2022).
- 12 janvier : 
  - Daniel Filipacchi, éditeur français, créateur de Lui.
  - Aron Dotan, linguiste israélien († 27 mai 2022).
- 13 janvier :
  - Vladimir Čonč, footballeur yougoslave puis croate († 15 octobre 2012).
  - Bengt Gustavsson, joueur et entraîneur de football suédois († 16 février 2017).
  - Gregory Walcott, acteur américain († 20 mars 2015).
- 14 janvier :
  - Louis Crocq, psychiatre et docteur en psychologie français († 8 juin 2022).
  - Laurent Jiménez-Balaguer, peintre espagnol († 16 avril 2015).
  - May Kaftan-Kassim, astronome irako-américaine († 23 juillet 2020).
- 15 janvier :
  - James March, économiste, sociologue et universitaire américain († 27 septembre 2018).
  - Maurice Marie-Sainte, ecclésiastique catholique martiniquais († 27 août 2017).
  - René Vautier, réalisateur et scénariste français († 4 janvier 2015).
- 16 janvier :
  - Boris Khazanov, écrivain soviétique puis russe († 11 janvier 2022).
  - Dirk Mudge, homme politique namibien († 26 août 2020).
- 17 janvier :
  - Jean Barraqué, compositeur français d'inspiration sérielle († 17 août 1973).
  - Léonard Forest, artiste, poète, scénariste, réalisateur et producteur acadien (canadien) († 19 mars 2024).
  - Maurice Gaidon, évêque catholique français, évêque émérite de Cahors († 14 novembre 2011).
  - Jean-Claude Perez, écrivain et essayiste français d'origine espagnole († 21 mars 2023).
- 18 janvier :
  - Gérard Lignac, directeur de groupe de presse français († 23 septembre 2017).
  - Franciszek Pieczka, acteur polonais († 23 septembre 2022).
  - Jorge Zorreguieta, homme politique argentin († 8 août 2017).
- 20 janvier : Peter Donat, acteur canadien naturalisé américain († 10 septembre 2018).
- 21 janvier :
  - Reynaldo Bignone, militaire et homme d'État argentin († 7 mars 2018).
  - Jacques Servranckx, général français († 16 mai 2017).
  - Gene Sharp, politologue américain († 28 janvier 2018).
- 22 janvier :
  - Birch Bayh, homme politique américain († 14 mars 2019).
  - Shōzō Shimamoto, peintre et artiste japonais († 25 janvier 2013).
- 23 janvier :
  - Reimar Johannes Baur, acteur allemand († 8 mars 2023).
  - Françoise Dorin, comédienne, écrivaine et auteure de chansons française († 12 janvier 2018).
  - Jeanne Moreau, actrice française († 31 juillet 2017).
- 24 janvier : Michel Serrault, acteur français († 29 juillet 2007).
- 25 janvier : Jérôme Choquette, avocat et homme politique canadien († 1er septembre 2017).
- 26 janvier : Roger Vadim, acteur et réalisateur français († 11 février 2000).
- 27 janvier :
  - Marie Daëms, actrice française († 21 janvier 2016).
  - Stanley Holden (en), danseur britannique († 11 mai 2007).
- 28 janvier : Ángel Arteaga, compositeur espagnol († 17 janvier 1984).
- 29 janvier :
  - Peter Byrne, acteur britannique († 14 mai 2018).
  - Bengt Hambraeus, organiste, compositeur et musicologue suédois († 22 septembre 2000).
  - O. Timothy O'Meara, mathématicien américain († 17 juin 2018).
  - Pierre Tchernia, réalisateur français († 8 octobre 2016).
  - Marcello Tommasi, peintre et sculpteur italien († 27 septembre 2008).
- 31 janvier : Newman Darby, inventeur américain († 3 décembre 2016).

## Février
- 1er février : Stuart Whitman, acteur et producteur de télévision américain († 16 mars 2020).
- 2 février : Ciriaco de Mita, homme d'État italien († 26 mai 2022).
- 3 février : Luigi Marengo, peintre italien († 5 janvier 2010).
- 5 février : Raúl Conti, footballeur argentin († 5 août 2008).
- 6 février :
  - Henri Martre, ingénieur aéronautique français († 3 juillet 2018).
  - Géza Varasdi, athlète hongrois, spécialiste du sprint († 4 mai 2022).
- 7 février : Annie Steiner, militante algérienne († 21 avril 2021).
- 8 février : Jack Larson, acteur américain († 20 septembre 2015).
- 9 février :
  - John A. Stormer, essayiste anti-communiste et pasteur protestant américain († 10 juillet 2018).
  - Frank Frazetta, illustrateur de science-fiction († 10 mai 2010).
- 10 février :
  - Nelson Pinedo, chanteur colombien († 27 octobre 2016).
  - Howard Sachar, historien et écrivain américain († 18 avril 2018).
- 11 février : Jacques Soisson, peintre, graveur et sculpteur français († 25 janvier 2012).
- 12 février : Vincent Montana, Jr., vibraphoniste, producteur, compositeur et arrangeur américain († 13 avril 2013).
- 14 février : 
  - Miguel Bover, coureur cycliste espagnol († 25 janvier 1966).
  - Mark Eden, acteur britannique († 1er janvier 2021).
- 15 février :
  - Luis Posada Carriles, terroriste cubain naturalisé vénézuélien († 23 mai 2018).
  - Eva-Ingeborg Scholz, actrice allemande († mars 2022).
- 17 février : Beverly Willis, architecte américaine († 1er octobre 2023).
- 18 février :
  - Gene Cole, athlète américain, spécialiste du 400 mètres († 11 janvier 2018).
  - Jim McElreath, pilote automobile américain († 18 mai 2017).
- 19 février :
  - Jean-Marie Cieleska, coureur cycliste français († 15 mai 1998).
  - Constant De Backker, footballeur belge († 9 février 2010).
  - Marti Friedlander, photographe néo-zélandaise († 14 novembre 2016).
  - Mike Sammes, musicien, arrangeur et choriste britannique († 19 mai 2001).

- 20 février :

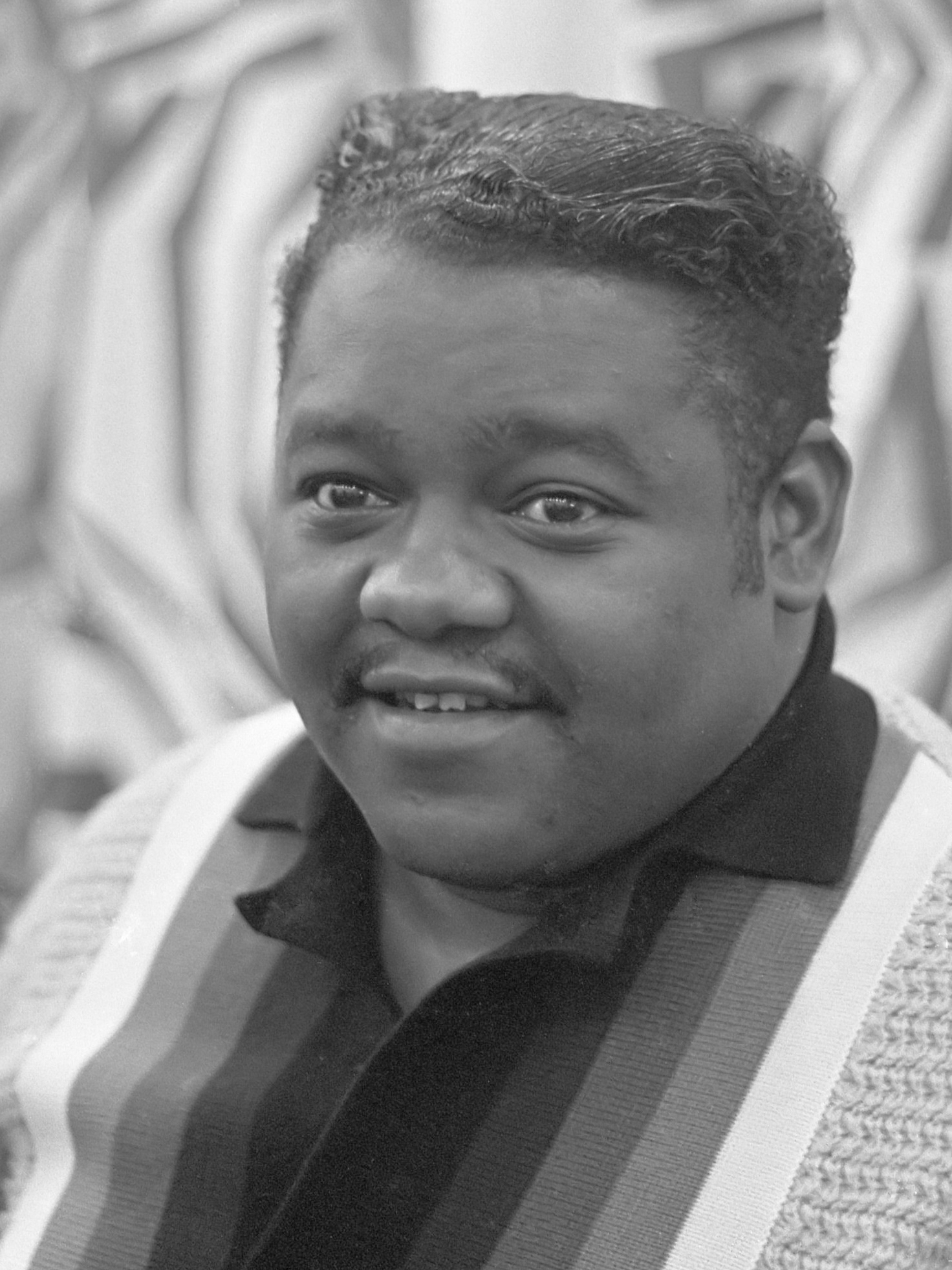
Fats Domino en 1962

  - Armand Duval, prêtre français († 6 juillet 2018).
  - Jean Kennedy Smith, personnalité américaine († 17 juin 2020)
  - Kalevi Lehtovirta, footballeur et hockey-sur-glace et de bandy finlandais († 10 janvier 2016).
  - Friedrich Wetter, cardinal allemand, archevêque émérite de Munich.
- 21 février :
  - Larry Pennell, acteur américain († 28 août 2013).
  - Philip von Schantz, peintre suédois († 13 août 1998).
- 22 février :
  - Shirley Dysart, femme politique canadienne († 14 décembre 2016).
  - Bruce Forsyth, acteur, animateur de télévision et chanteur britannique († 18 août 2017).
  - George Kaftan, joueur de basket-ball américain († 6 octobre 2018).
- 23 février :
  - Vassili Lazarev, cosmonaute soviétique (†31 décembre 1990).
  - Jacques Poirier, peintre  et illustrateur français († 12 avril 2002).
  - Yves Ramousse, évêque catholique français, administrateur apostolique de Phnom Penh († 25 février 2021).
  - David Somerset, 11e duc de Beaufort, grand propriétaire foncier et pair anglais († 16 août 2017).
- 24 février :
  - Nils Christie, sociologue et criminologue norvégien († 27 mai 2015).
  - Michael Harrington, homme politique, écrivain, professeur de science politique et chroniqueur radio américain († 31 juillet 1989).
  - Jean Asselbergs, sculpteur et graveur de médailles français († 19 février 2015).
- 25 février :
  - Houshang Ebtehaj, poète iranien († 10 août 2011).
  - Paul Elvstrøm, régatier danois († 7 décembre 2016).
- 26 février :
  - Fats Domino, pianiste de jazz américain († 24 octobre 2017).
  - Anatoli Filipchenko, cosmonaute russe († 7 août 2022).
  - Monique Leyrac, chanteuse et comédienne québécoise († 15 décembre 2019).
  - Francis Linel, acteur, chanteur de variété, danseur et meneur de revues français († 16 août 2022).
  - Odo Marquard, philosophe allemand († 9 mai 2015).
- 27 février :
  - René Clemencic, compositeur, claveciniste, musicologue et chef d'orchestre autrichien († 8 mars 2022).
  - René Gagnon, peintre canadien († 22 janvier 2022).
  - Josh Greenfeld, écrivain, dramaturge et scénariste américain († 11 mai 2018).
  - Jean Joubert, poète et romancier français († 28 novembre 2015).
  - Maxim Saury, clarinettiste de jazz français († 15 novembre 2012).
  - Jaroslav Šerých, peintre et illustrateur tchécoslovaque puis tchèque († 23 mars 2014).
- 28 février :
  - Tom Aldredge, acteur américain († 22 juillet 2011).
  - Claude Confortès, réalisateur et acteur français († 15 juin 2016).
  - Léon Desmenez, footballeur français († février 1998).
  - Michel Dénériaz, animateur de radio suisse († 16 janvier 1999).
- 29 février : 
  - Joss Ackland (Sidney Edmond Jocelyn Ackland dit), acteur britannique († 19 novembre 2023).
  - Ivan Bohdan, lutteur ukrainien, champion olympique († 25 décembre 2020).
  - Aurèle Ferlatte, syndicaliste canadien († 11 juin 2022).
  - Seymour Papert, mathématicien, informaticien et éducateur sud-africain et américain († 31 juillet 2016).
  - Tempest Storm, star du burlesque et actrice américaine († 20 avril 2021).

## Mars
- 1er mars :
  - Antonio Moyano, joueur et entraîneur de football espagnol († 9 mars 2010).
  - Jacques Rivette, réalisateur, scénariste français († 29 janvier 2016).
  - Philippe Tesson, journaliste français († 1er février 2023).
- 2 mars :
  - Guinyo Ganev, homme politique bulgare († 18 décembre 2016).
  - José Luis Pérez-Payá, footballeur international espagnol († 12 août 2022).
- 3 mars :
  - Raoul Barrière,  joueur et entraîneur de rugby à XV français († 8 mars 2019).
  - Joe Conley, acteur américain († 7 juillet 2013).
  - Gudrun Pausewang, femme de lettres allemande († 23 janvier 2020).
  - Jean Rustin, peintre français († 24 décembre 2013).
- 4 mars :
  - Eduardo Guerrero, rameur argentin († 17 août 2015).
  - Fred Kassak, scénariste et romancier français († 12 avril 2018).
- 5 mars :
  - Elizaveta Dementyeva, kayakiste soviétique puis russe († 27 juillet 2022).
  - Claude Pierre-Brossolette, banquier et haut fonctionnaire français († 17 décembre 2017).
- 6 mars : Ronald Stevenson, compositeur, pianiste et musicologue britannique († 28 mars 2015).
- 8 mars : Samuel Eboua, homme politique camerounais († 14 novembre 2000).
- 9 mars :
  - Émile Rocher, peintre, sculpteur et céramiste français († 30 juillet 2014).
  - Keely Smith, chanteuse américaine († 16 décembre 2017).
- 10 mars :
  - Jean-Paul Baréty, homme politique français († 3 novembre 2018).
  - Elda Grin, psychologue et universitaire arménienne († 27 octobre 2016).
  - Silvia Tennenbaum, écrivaine allemande († 27 juin 2016).
- 11 mars : 
  - Frederick Stafford, acteur australien d'origine tchèque († 28 juillet 1979).
  - Marilyn Ruth Take, patineuse artistique canadienne († 14 avril 2023).
- 12 mars :
  - Edward Albee, auteur dramatique américain († 16 septembre 2016).
  - Robert Paynter, directeur de la photographie et acteur anglais († 20 octobre 2010).
  - Aldemaro Romero, pianiste, compositeur, arrangeur et chef d'orchestre vénézuélien († 15 septembre 2007).
- 13 mars : Douglas Rain, acteur canadien († 11 septembre 2018).
- 14 mars :
  - Frank Borman, astronaute américain († 7 novembre 2023).
  - Denise Voïta, peintre et dessinatrice suisse († 11 avril 2008).
- 15 mars :
  - Anna Szatkowska, écrivaine helvético-polonaise († 27 février 2015).
  - Marcel Van, rédemptoriste vietnamien († 10 juillet 1959).
  - Raymonde Vergauwen, nageuse belge († 5 avril 2018).
- 16 mars : Christa Ludwig, cantatrice (mezzo-soprano) allemande († 5 avril 2018).
- 17 mars : Eunice Gayson, actrice britannique († 8 juin 2018).
- 18 mars :
  - Emile Gumbs, homme politique anguillais († 10 mai 2018).
  - Mirka Mora, artiste franco-australienne († 27 août 2018).
  - Miguel Poblet, coureur cycliste espagnol († 6 avril 2013).
- 19 mars :
  - Hans Küng, prêtre catholique et théologien suisse († 6 avril 2021).
  - Marceline Loridan-Ivens, scénariste, réalisatrice, productrice et écrivaine française († 18 septembre 2018).
  - Patrick McGoohan, acteur, scénariste et réalisateur irlando-américain († 13 janvier 2009).
  - Lem Winchester, vibraphoniste de jazz américain († 13 janvier 1961).
- 20 mars : André Lukács, footballeur franco-slovaque (tchécoslovaque) († 20 septembre 1990).
- 21 mars : Surya Bahadur Thapa, homme politique népalais († 15 avril 2015).
- 23 mars :
  - Camille Ninel, footballeur français († 20 mai 2022).
  - Yves de Saint-Front, peintre et vitrailliste français († 15 octobre 2011).
- 24 mars :
  - Ivar Aronsson, rameur suédois († 6 février 2017).
  - Christian Poncelet, homme politique français († 11 septembre 2020).
- 25 mars :
  - Abdelaziz Lasram, homme politique et personnalité du football tunisien († 31 janvier 2017).
  - Mario Sereni, baryton italien († 24 juillet 2015).
  - James Lovell, astronaute américain († 7 août 2025).
- 27 mars :
  - Jean Dotto, coureur cycliste français († 20 février 2000).
  - Reg Evans, acteur britannique († 7 février 2009).
  - Ryūji Saikachi, seiyū japonais († 29 septembre 2017).
  - Ryszard Zaorski, acteur de théâtre, de cinéma et de télévision polonais († 14 octobre 2019).
- 28 mars : 
  - Alexandre Grothendieck, mathématicien français († 13 novembre 2014).
  - Zbigniew Brzeziński, politologue américain d'origine polonaise († 26 mai 2017).
- 30 mars :
  - Robert Badinter, homme politique français († 9 février 2024).
  - Tom Sharpe, écrivain britannique († 6 juin 2013).
- 31 mars :
  - Claude Fagedet, photographe français († 26 juin 2017).
  - Gordie Howe, joueur de hockey sur glace canadien († 10 juin 2016).

## Avril
- 1er avril : Yoshihide Kozai, astrophysicien japonais († 5 février 2018)
- 2 avril :
  - Joseph Bernardin, cardinal américain, archevêque de Chicago († 14 novembre 1996).
  - Serge Gainsbourg, compositeur, chanteur et acteur français († 2 mars 1991).
  - Mamoudou Touré, économiste sénégalais († 28 décembre 2017).
  - Béchir Ben Yahmed, journaliste franco-tunisien († 2 mai 2021).
- 3 avril :
  - Emmett Johns, prêtre catholique canadien († 13 janvier 2018).
  - Earl Lloyd, joueur et entraineur de basket-ball américain († 26 février 2015).
  - Frank Gérald, parolier et compositeur français († 5 août 2015).
- 4 avril :
  - Chocolate Armenteros, trompettiste de jazz afro-cubain († 6 janvier 2016).
  - Estelle Harris, actrice américaine († 2 avril 2022).
  - Monty Norman, chanteur et compositeur de musique de film britannique († 11 juillet 2022).
- 5 avril :
  - Michael Bryant, acteur anglais († 25 avril 2002).
  - Hansrudi Wäscher, dessinateur suisse († 7 janvier 2016).
- 6 avril : James Dewey Watson, co-découvreur de la structure de l'ADN, prix Nobel de physiologie ou médecine 1962.
- 7 avril : James Garner, acteur, réalisateur, et producteur américain († 19 juillet 2014).
- 8 avril :
  - Eric Porter, acteur britannique († 15 mai 1995).
  - François Vercken, compositeur et chef de chœur français († 11 décembre 2005).
- 9 avril :
  - Jimmie C. Holland, psychiatre américaine († 24 décembre 2017).
  - Maurice Rajsfus, écrivain, journaliste et historien français († 13 juin 2020).
  - Tom Lehrer, auteur-compositeur-interprète américain († 26 juillet 2025).
- 10 avril : Seydou Badian Kouyaté, écrivain et homme politique malien († 28 décembre 2018).
- 11 avril :
  - Henri Garcin, acteur, metteur en scène et auteur de théâtre français d'origine néerlandaise († 13 juin 2022).
  - Barbara Paulson, mathématicienne américaine († 26 février 2023).
- 12 avril:
  - Hardy Krüger, acteur allemand († 19 janvier 2022).
  - Akbar Padamsee, artiste contemporain indien († 6 janvier 2020).
  - Jean-François Paillard, chef d'orchestre français († 15 avril 2013).
- 13 avril :
  - Alan Clark, historien et homme politique britannique († 5 septembre 1999).
  - Jean Coulot, peintre français d'origine suisse († 27 mars 2010).
- 14 avril :
  - Egil Monn-Iversen, compositeur et producteur de films norvégien († 7 juillet 2017).
  - Sergio Romiti, peintre italien († 12 mars 2000).
  - Bernard This, psychiatre et psychanalyste français († 20 septembre 2016).
- 15 avril : José Ignacio Tellechea Idígoras, historien, théologien et prêtre catholique jésuite espagnol d'origine basque († 8 mars 2008).
- 16 avril :
  - Yolande Roy, actrice canadienne († 2 avril 2017).
  - Paul Sylbert, directeur artistique américain († 19 novembre 2016).
- 17 avril : François Xavier Nguyen Van Thuan, cardinal vietnamien de la curie romaine († 16 septembre 2002).
- 18 avril :
  - Karl Becker, prêtre jésuite, théologien catholique et cardinal allemand, professeur de théologie dogmatique à l'Université grégorienne de Rome († 10 février 2015).
  - William Bramley, acteur américain († 27 octobre 1985).
  - Silvan Gastone Ghigi, peintre et sculpteur italien († 20 février 1973).
- 19 avril :
  - William Klein, photographe et cinéaste américain († 10 septembre 2022).
  - Azlan Muhibuddin Shah, roi de Malaisie († 28 mai 2014).
  - Richard Garwin, physicien américain († 13 mai 2025).
- 21 avril : Jack Braun, joueur et entraîneur de football français († 18 octobre 2016).
- 22 avril :
  - Émile Antonio, footballeur français († 20 septembre 2022).
  - L. Carl Brown, universitaire américain († 8 avril 2020).
  - Estelle Harris, actrice américaine († 2 avril 2022).
- 23 avril : Shirley Temple, actrice et diplomate américaine († 10 février 2014).
- 24 avril : Tommy Docherty, footballeur britannique († 31 décembre 2020).
- 27 avril : Paul Labadie, joueur de rugby à XV français († 12 janvier 2017).
- 28 avril :
  - Hubert Damisch, philosophe français († 14 décembre 2017).
  - Frank Horvat, photographe italien († 21 octobre 2020).
  - Yves Klein, peintre français († 6 juin 1962).
- 29 avril : Jan-Pieter Schotte, cardinal belge, Vice-président du conseil pontifical « Justice et Paix » († 10 janvier 2005).
- 30 avril :
  - Yves Barau, homme politique français († 28 octobre 2017).
  - Georg Gerster, photographe suisse († 8 février 2019).

## Mai
- 1er mai :
  - Bruno-Émile Laurent, peintre français.
  - Vitali Melnikov, réalisateur et  scénariste soviétique puis russe († 21 mars 2022).
  - Angelo Ziccardi, homme politique italien († 6 janvier 2019).
- 3 mai : Carel Visser, sculpteur néerlandais († 28 février 2015).
- 4 mai :
  - Bill Mollison, scientifique australien († 24 septembre 2016).
  - Hosni Mubarak, homme d'État égyptien († 25 février 2020).
  - Brian O'Doherty, peintre, sculpteur, écrivain et critique d'art irlandais († 7 novembre 2022).
- 5 mai : Antoine Poncet, sculpteur franco-suisse († 13 août 2022).
- 6 mai :
  - Jacques Despierre, évêque catholique français, évêque émérite de Carcassonne.
  - Robert Poujade, homme politique français († 8 avril 2020).
  - Toshimitsu Imaï, peintre japonais († 3 mars 2002).
- 7 mai : 
  - Serge Blusson, coureur cycliste français († 14 mars 1994).
  - John Ingle, acteur américain († 16 septembre 2012).
- 8 mai :
  - Nora Nova, chanteuse bulgaro-allemande († 9 février 2022).
  - Ted Sorensen, conseiller politique, avocat et écrivain américain († 31 octobre 2010).
- 9 mai :
  - Mohamed Tahar Fergani, chanteur et violoniste algérien († 7 décembre 2016).
  - Barbara Ann Scott, patineuse artistique canadienne († 30 septembre 2012).
- 10 mai : John Forbes-Robertson, acteur britannique († 14 mai 2008).
- 11 mai :
  - Marco Ferreri, réalisateur italien († 9 mai 1997),
  - Joe Schlesinger, journaliste, animateur de télévision et écrivain canadien († 11 février 2019),
- 12 mai : 
  - Isabelle Sadoyan, actrice française d'origine arménienne († 10 juillet 2017).
  - Burt Bacharach, compositeur, arrangeur, pianiste et producteur de musique américain († 8 février 2023).
- 13 mai :
  - Édouard Molinaro, réalisateur, acteur, et scénariste français († 7 décembre 2013).
  - Eugène Van Roosbroeck, coureur cycliste belge († 28 mars 2018).
  - Enrique Bolaños Geyer, homme politique nicaraguayen († 14 juin 2021).
- 14 mai : 
  - Władysław Hasior, sculpteur, peintre et scénographe polonais († 14 juillet 1999).
  - Jean-Jacques Becker, historien français († 10 juillet 2023).
- 15 mai :
  - Alain Moineau, coureur cycliste français († 20 octobre 1986).
  - Rusty Nails, clown et animateur de télévision américain († 28 juillet 2015).
- 18 mai :
  - Pernell Roberts, acteur américain († 24 janvier 2010).
  - Dorothy LaBostrie, auteure-compositrice américaine († 4 novembre 2007).
- 19 mai :
  - Pol Pot, homme d'État cambodgien († 15 avril 1998)
  - Arvid Nyberg, biathlète norvégien († 18 janvier 2022).
  - Dolph Schayes, joueur de basket-ball américain († 10 décembre 2015).
- 21 mai :
  - Dore Ashton, critique d'art et enseignante américaine († 30 janvier 2017).
  - Alice Drummond, actrice américaine († 30 novembre 2016).
  - António Ribeiro, cardinal portugais († 24 mars 1998).
- 22 mai : Serge Doubrovsky, écrivain, critique littéraire et professeur de littérature française († 23 mars 2017).
- 23 mai :
  - Nicole Besnard, actrice française († 20 août 2017).
  - Nigel Davenport, acteur britannique († 25 octobre 2013).
  - Pauline Julien, chanteuse québécoise († 1er octobre 1998).
  - Nina Otkalenko, athlète soviétique spécialiste du 800 mètres († 13 mai 2015).
- 24 mai :
  - Max Bennett,  contrebassiste et bassiste de jazz américain († 14 septembre 2018).
  - Cristina Calderón, chanteuse, ethnographe et écrivaine chilienne († 16 février 2022).
  - Adrian Frutiger, typographe suisse († 10 septembre 2015).
  - Piet Moget, peintre néerlandais († 13 décembre 2015).
  - William Trevor, romancier, nouvelliste, dramaturge et scénariste irlandais († 20 novembre 2016).
  - Jacobo Zabludovsky, journaliste mexicain († 2 juillet 2015).
- 26 mai : Lucien Fleury, peintre, graveur et tapissier français († 23 janvier 2004).
- 27 mai : Dick Schnittker, joueur de basket-bal américain († 12 janvier 2020).
- 28 mai :
  - Sally Forrest, actrice américaine († 15 mars 2015).
  - Iba N'Diaye, peintre franco-sénégalais († 4 octobre 2008).
- 29 mai : Guy-Max Hiri, peintre, dessinateur et lithographe français († 1999).
- 30 mai : 
  - Gilberto Almeida, peintre équatorien († 20 avril 2015).
  - Agnès Varda, réalisatrice française († 29 mars 2019).

## Juin
- 1er juin :
  - Georgi Dobrovolski, cosmonaute soviétique († 30 juin 1971).
  - John David Molson, homme d'affaires canadien († 8 mai 2017).
  - Bob Monkhouse, acteur et scénariste britannique († 29 décembre 2003).
- 2 juin : Abdelaziz Gorgi, peintre tunisien († 10 janvier 2008).
- 4 juin : Charles Vandame, évêque catholique français, jésuite et archevêque émérite de N'Djamena (Tchad).
- 5 juin :
  - Gilles Aillaud, peintre, auteur et scénographe français († 24 mars 2005).
  - Judy-Joy Davies, nageuse australienne († 27 mars 2016).
- 6 juin :
  - George Deukmejian, homme politique américain d'origine arménienne († 8 mai 2018).
  - İhsan Saraçlar, juriste et homme politique turc († 5 janvier 2008).
  - Lucien Schaeffer, footballeur français († 29 décembre 2016).
- 7 juin :
  - James Ivory, réalisateur américain.
  - Reg Park, culturiste et acteur britannique († 22 novembre 2007).
- 8 juin :
  - Johnny Hart, footballeur et entraîneur anglais († 26 novembre 2018).
  - Emmanuel Poulle, historien français († 1er août 2011).
  - Kate Wilhelm, écrivaine américaine († 8 mars 2018).
  - Gustavo Gutiérrez Merino, prêtre, philosophe et théologien péruvien († 22 octobre 2024).
- 11 juin :
  - Fabiola de Mora y Aragón, cinquième reine des Belges († 5 décembre 2014).
  - Guðmundur Pálmason, géologue et joueur d'échecs islandais († 11 mars 2004).
  - Michael D. Ford, chef décorateur et directeur artistique britannique († 31 mai 2018).
- 12 juin :
  - Vic Damone, chanteur et acteur américain d'origine italienne († 11 février 2018).
  - Bernie Hamilton, acteur américain († 30 décembre 2008).
  - Ernst Rüesch, homme politique suisse († 21 mai 2015).
  - Charles Walker, homme politique puis diplomate fidjien († 11 mars 2021).
- 13 juin : 
  - Giacomo Biffi, cardinal italien, archevêque émérite de Bologne († 10 juillet 2015).
  - John Forbes Nash, mathématicien et économiste américain († 23 mai 2015).
  - Li Ka-shing, homme d'affaires chinois.
- 14 juin :
  - José Bonaparte, paléontologue argentin († 18 février 2020).
  - Ernesto Guevara, médecin, révolutionnaire marxiste, guerillero et homme politique argentin († 9 octobre 1967).
  - Carmine Pecorelli, journaliste italien († 20 mars 1979).Annie Cordy

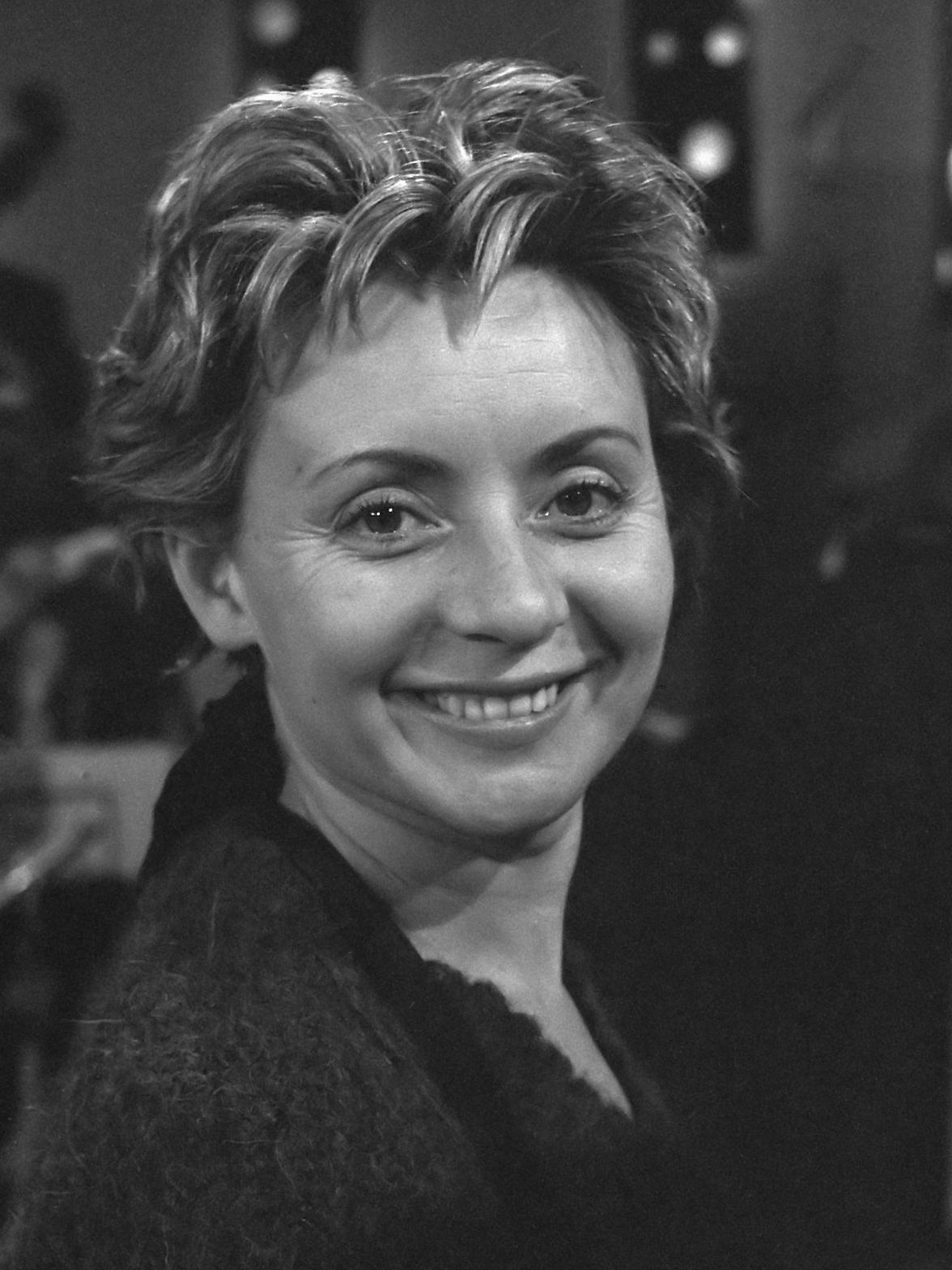
Annie Cordy

  - Michel Valette, créateur du cabaret La Colombe, comédien et chanteur († 14 mars 2016).
- 15 juin : 
  - Laurence Badie, actrice française († 11 janvier 2024).
  - Irenäus Eibl-Eibesfeldt, éthologue autrichien († 2 juin 2018).
- 16 juin :
  - Pierrette Bloch, plasticienne suisse († 7 juillet 2017).
  - Annie Cordy, chanteuse belge († 4 septembre 2020).
  - Hans Dekkers, coureur cycliste néerlandais († 31 août 1984).
- 17 juin :
  - Mohammed Mofatteh, philosophe, théologien et homme politique iranien († 18 décembre 1979).
  - Peter Seiichi Shirayanagi, cardinal japonais, archevêque émérite de Tokyo († 30 décembre 2009).
- 18 juin :
  - Guy Leduc, homme politique canadien († 10 mars 2011).
  - Pierre Jagoret, homme politique français († 24 septembre 2015).
  - Lionel Rocheman, artiste français († 30 juillet 2020)
  - Karel Mejta, rameur tchécoslovaque puis tchèque († 6 novembre 2015).
- 19 juin : Rosemary Karuga, artiste pluridisciplinaire kényane († 9 février 2021).
- 20 juin :
  - Enrique Baliño, joueur de basket-ball uruguayen († 14 octobre 2018).
  - Martin Landau, acteur américain († 15 juillet 2017).
  - Jean-Marie Le Pen, homme politique français d'extrême droite († 7 janvier 2025).
- 21 juin : 
  - Fiorella Mari, actrice et animatrice de télévision italienne.
  - Wolfgang Haken, mathématicien allemand († 2 octobre 2022).
- 22 juin : Joan Canals, joueur de basket-ball espagnol († 1er mars 2018).
- 23 juin : 
  - Klaus von Dohnanyi, homme politique allemand.
  - Mohammad Jusuf, militaire et homme politique indonésien († 8 septembre 2004).
  - Jean-Maurice Verdier, juriste et universitaire français († 2 décembre 2018).
- 24 juin :
  - Jean Bienvenue, homme politique québécois († 13 octobre 2018).
  - Jen Roger, chanteur québécois († 13 décembre 2016).
  - Ivan Štraus, architecte bosnien († 24 août 2018).
- 25 juin :
  - Alekseï Abrikossov, physicien soviétique puis russe naturalisé américain († 29 mars 2017).
  - Edwin Mills, économiste américain († 29 octobre 2021).
  - Peyo, dessinateur et scénariste de bande dessinée belge († 24 décembre 1992).
  - Peter Sawyer, médiéviste britannique († 7 juillet 2018).
  - Moray Watson, acteur de théâtre et de télévision britannique († 2 mai 2017).
- 26 juin : 
  - Yoshiro Nakamatsu, inventeur japonais.
  - Bill Sheffield, homme politique démocrate américain  († 4 novembre 2022).
- 27 juin : 
  - Antoinette Spaak, femme politique belge († 28 août 2020).
  - Joe Giella, dessinateur de bande dessinée américain († 21 mars 2023).
- 28 juin :
  - Hans Blix, diplomate et homme politique suédois.
  - Don Dubbins, acteur américain († 17 août 1991).
- 29 juin : Jean-Louis Pesch, dessinateur français († 17 mai 2023).
- 30 juin : Hassan Hasanzadeh Amoli, philosophe islamique et théologien iranien († 25 septembre 2021).

## Juillet
- 1 juillet :
  - Sam Denoff, producteur, scénariste, acteur et compositeur américain († 8 juillet 2011).
  - Gerhard Weinberg, historien américain.
  - Ram Naresh Yadav, homme politique indien († 22 novembre 2016).
- 2 juillet :
  - Jacques Bimbenet, homme politique français († 18 mai 2018).
  - Line Renaud, actrice et chanteuse française.
  - Jacques Chancel, journaliste et présentateur de télévision français († 22 décembre 2014).
- 3 juillet :
  - Evelyn Anthony, écrivain britannique († 25 septembre 2018).
  - Georges-Jean Arnaud, écrivain français († 26 avril 2020).
  - Fritz Cejka, footballeur autrichien  († 26 novembre 2020).
  - Maurice Fréchard, évêque catholique français, archevêque émérite d'Auch († 27 août 2023).
  - Daniel Goutheraud, footballeur français († 19 mars 2009).
  - Raymond Setlakwe, homme politique québécois († 14 octobre 2021).
- 4 juillet :
  - Giampiero Boniperti, footballeur international et dirigeant sportif italien († 18 juin 2021).
  - Paddy Russell, réalisatrice britannique de télévision († 2 novembre 2017).
  - Paul de Wispelaere, écrivain, critique littéraire, essayiste et universitaire belge d’expression néerlandaise († 2 décembre 2016).
- 5 juillet : Pierre Mauroy, homme politique français († 7 juin 2013).
- 6 juillet : 
  - George Deukmejian, homme politique américain († 8 mai 2018).
  - Bernard Malgrange, mathématicien français († 5 janvier 2024).
  - Lucien Schaeffer, footballeur français († 29 décembre 2016).
  - Raul Sampaio Cocco, auteur, compositeur et  interprète brésilien († 26 janvier 2022).
- 7 juillet :
  - Patricia Hitchcock, actrice anglaise († 9 août 2021).
  - Ivan Neoumyvakine, médecin soviétique puis russe († 22 avril 2018).
- 8 juillet :
  - Jozef Dupré, homme politique belge flamand († 2 décembre 2021).
  - Huguette Grémy-Chauliac, claveciniste française.
  - Balakh Sher Mazari, Premier ministre du Pakistan († 4 novembre 2022).
  - Bernard Pomey, peintre français († 23 septembre 1959).
  - Alékos Spanoudákis, joueur de basket-ball grec († 10 mars 2019).
  - Ángel Tulio Zof, joueur et entraîneur de football argentin († 26 novembre 2014).
- 9 juillet :
  - Federico Bahamontes, coureur cycliste espagnol († 8 août 2023).
  - Vince Edwards, acteur et réalisateur américain († 11 mars 1996).
  - Ernest Sauter, compositeur allemand († 8 décembre 2013).
- 10 juillet :
  - Bernard Buffet, peintre français († 4 octobre 1999).
  - Anthony Mascarenhas, journaliste pakistanais († 3 décembre 1986).
  - Hubert Monteilhet, écrivain français († 12 mai 2019).
  - Baccar Touzani, homme politique tunisien († 9 avril 2018).
  - Herman Van der Wee, professeur belge.
- 11 juillet :
  - Michel Aurillac, haut fonctionnaire et homme politique français († 6 juillet 2017).
  - Jane Gardam, femme de lettres britannique († 28 avril 2025).
  - Greville Janner, homme politique britannique († 19 décembre 2015).
- 12 juillet :
  - Mohammed Mahdi Akef, dirigeant égyptien des frères musulmans († 22 septembre 2017).
  - Paul Jurilli, joueur et entraîneur de football français († 9 novembre 2002).
  - Hayden White, historien de la critique littéraire américain († 5 mars 2018).
- 13 juillet :
  - Francesc de Paula Burguera, poète, dramaturge, homme politique, essayiste et journaliste espagnol] († 16 octobre 2015).
  - Bob Crane, acteur américain (Colonel Robert Hogan dans la série Papa Schultz) († 29 juin 1978).
  - Leroy Vinnegar, contrebassiste de jazz américain († 3 août 1999).
  - Valentin Pikoul, écrivain soviétique († 16 juillet 1990).
  - Mace Neufeld, producteur de cinéma et de télévision américain († 21 janvier 2022).
- 14 juillet :
  - Jean Konan Banny, homme politique ivoirien († 27 mai 2018).
  - Nancy Olson, actrice américaine.
  - Ole Schmidt, chef d'orchestre, pianiste et compositeur danois († 6 mars 2010).
- 15 juillet : 
  - Norm Ledgin, écrivain et journaliste américain († 18 juin 2019).
  - Pal Benko, joueur d'échecs américain († 26 août 2019).
  - Nicholas Rescher, philosophe germano-américain († 5 janvier 2024).
- 16 juillet :
  - Bella Davidovitch, pianiste soviétique puis américaine.
  - Anita Brookner, écrivaine anglaise († 10 mars 2016).
- 18 juillet : 
  - Bernard du Boucheron, écrivain français.
  - Stig Grybe, acteur, scénariste et réalisateur suédois († 1er février 2017).
  - Russell Mockridge, coureur cycliste australien († 13 septembre 1958).
- 20 juillet : 
  - Bélaïd Abdessalam, homme d'État algérien († 27 juin 2020).
  - Léon Darnis, homme politique français ((† 24 octobre 2023).
  - Jean Gondouin, footballeur français († 13 mars 2009).
- 21 juillet :
  - Max Pinchard, compositeur français († 12 décembre 2009).
- 22 juillet : 
  - Robert Bergland, homme politique américain († 9 décembre 2018).
  - Orson Bean, acteur américain († 7 février 2020).
  - Jimmy Hill, footballeur anglais († 19 décembre 2015).
- 23 juillet :
  - Vera Rubin, astronome américaine († 25 décembre 2016).
  - Hubert Selby Jr, écrivain américain († 26 avril 2004).
  - Cyrus Young, athlète américain, spécialiste du lancer de javelot († 6 décembre 2017).
- 24 juillet :
  - Antanas Rekašius, compositeur lituanien († 4 octobre 2003).
  - Michel Thierry, industriel français († 7 décembre 2021).
- 25 juillet :
  - Koos Andriessen, homme politique néerlandais († 22 janvier 2019).
  - Ghislain Faivre, général de brigade français († 17 juillet 2011).
  - Victor Gold, journaliste et homme politique américain († 5 juin 2017).
- 26 juillet : 
  - Elliott Erwitt, photographe franco-américain († 29 novembre 2023).
  - Joseph Jackson, directeur artistique américain († 27 juin 2018).
  - Stanley Kubrick, réalisateur américain († 7 mars 1999).
- 27 juillet : Curtis Gordon, musicien américain († 2 mai 2004).
- 28 juillet :
  - Angélica Gorodischer, auteure de science-fiction et de fantasy argentine († 5 février 2022).
  - Georges Oudot, peintre et sculpteur français († 13 octobre 2004).
- 29 juillet : 
  - Pierre Garcia-Fons, peintre et sculpteur français d'origine espagnole († 30 juillet 2016).
  - Alberto Oliart, homme politique espagnol († 13 février 2021).
- 30 juillet :
  - Chris Howland, chanteur de schlager, animateur de radio, de télévision et acteur anglais († 29 novembre 2013).
  - Fons van der Stee, entrepreneur et homme d'État néerlandais († 9 septembre 2009).
- 31 juillet :
  - Jean-Claude Bertrand, peintre français de l'École de Paris († 23 janvier 1987).
  - Gilles Carle, réalisateur et scénariste canadien († 28 novembre 2009).

## Août
- 1er août : James Ray Dixon, herpétologiste américain († 10 janvier 2015).
- 2 août :
  - Rod Rust, entraîneur américain de football américain et de football canadien († 23 octobre 2018).
  - Louis Trabuc, peintre, dessinateur, aquarelliste et assemblier français († 23 février 2008).
- 3 août : Lang Dulay, tisserande t'boli († 30 avril 2015).
- 4 août :
  - Flóra Kádár, actrice hongroise († 3 janvier 2003).
  - Udham Singh, joueur indien de hockey sur gazon († 23 mars 2000).
- 6 août :
  - Jean-Christophe Averty, animateur et réalisateur de radio et de télévision français († 4 mars 2017).
  - Phil Davies, joueur de rugby à XV britannique († 25 janvier 2018).
  - Andy Warhol, artiste américain († 22 février 1987).
- 7 août :
  - Betsy Byars, femme de lettres américaine († 26 février 2020).
  - Christopher Hooley, mathématicien britannique († 13 décembre 2018).
  - James Randi, illusionniste canadien († 20 octobre 2020).
  - Herb Reed, musicien et vocaliste américain († 4 juin 2012).
  - Michel Roquebert, historien et écrivain français († 15 juin 2020).
- 8 août : 
  - Desmond Boal, avocat et homme politique unioniste nord-irlandais († 23 avril 2015).
  - Simón Díaz, chanteur, compositeur et interprète de musique folklorique vénézuélienne († 19 février 2014).
  - Stanley Mann, producteur et scénariste canadien († 11 janvier 2016).
- 9 août : Harold Johnson, boxeur américain († 19 février 2015).
- 10 août :
  - Jimmy Dean, acteur, musicien, chanteur de country et homme d'affaires américain († 13 juin 2010).
  - Bernard Maiseau, footballeur français († 1er avril 2010).
  - Věra Růžičková, gymnaste tchécoslovaque puis tchèque († 24 novembre 2018).
- 11 août :
  - Ricardo Díez-Hochleitner, pédagogue et économiste espagnol († 1er avril 2020).
  - Amulette Garneau, comédienne canadienne († 7 novembre 2008).
  - Lucho Gatica, chanteur de boléros chilien († 13 novembre 2018).
- 12 août : Charles Blackman, peintre australien († 20 août 2018).
- 14 août :
  - Gunnar Andersson, footballeur franco-suédois († 1er octobre 1969).
  - Jacques Rouffio, réalisateur français († 8 juillet 2016).
  - Lina Wertmüller, scénariste et réalisatrice de cinéma italienne d'origine suisse († 9 décembre 2021).
  - Amotz Zahavi, ornithologue israélien († 12 mai 2017).
- 15 août :
  - Serge Boidevaix, diplomate français († 6 avril 2018).
  - Manfredo do Carmo, mathématicien brésilien († 30 avril 2018).
  - Nicolas Roeg, réalisateur et directeur de la photographie britannique († 23 novembre 2018).
- 16 août :
  - René Ballet, écrivain, communiste, résistant, grand reporter, essayiste et romancier français († 1er janvier 2017).
  - Bernard Gantner, peintre, lithographe et aquafortiste français († 1er juin 2018).
  - Ara Güler, photographe photojournaliste turc d'origine arménienne († 17 octobre 2018).
  - Ferenc Juhász, poète hongrois († 2 décembre 2015).
- 17 août : Thomas Jefferson Anderson, compositeur et professeur de musique afro-américain
- 21 août :
  - Robert Bahl, footballeur français († 29 octobre 2013).
  - Art Farmer, trompettiste de jazz américain († 4 octobre 1999).
  - Mário Pinto de Andrade, poète et homme politique angolais († 26 août 1990).
  - Zdeněk Lukáš, compositeur tchèque († 13 juillet 2007).
- 22 août :
  - Vicente Iturat, coureur cycliste espagnol († 18 août 2017).
  - Nikolaï Leonov, homme politique soviétique puis russe († 27 avril 2022).
  - Karlheinz Stockhausen, compositeur allemand († 5 décembre 2007).
- 23 août :
  - Marian Seldes, actrice américaine († 6 octobre 2014).
  - John Lupton, acteur américain († 3 novembre 1993).
- 25 août : Herbert Kroemer, physicien allemand († 8 mars 2024).
- 26 août : 
  - Daniel Frasnay, photographe français († 22 septembre 2019).
  - Daniel Millaud, homme politique français († 21 juin 2016).
  - Naïm Kattan, écrivain québécois d'origine juive irakienne († 2 juillet 2021).
- 27 août :
  - Osamu Shimomura, chimiste et biologiste marin japonais († 19 octobre 2018).
  - Peter Tahourdin, compositeur australien né en Angleterre († 28 juillet 2009).
  - Ryūzō Yanagimachi, biologiste et professeur d'université américano-japonais († 27 septembre 2023).
- 28 août :
  - Kenny Drew, pianiste de jazz américain († 4 août 1993).
  - Vilayat Khan, joueur indien de sitar († 13 mars 2004).
  - Karl-Michael Vogler, acteur allemand († 9 juin 2009).
- 29 août : Charles Gray, acteur britannique († 7 mars 2000).
- 30 août :
  - Pierre Novat, peintre panoramiste français († 12 novembre 2007).
  - Alain Rey, linguiste et lexicographe français († 28 octobre 2020).
- 31 août :
  - James Coburn, acteur américain († 18 novembre 2002).
  - Jaime Sin, cardinal philippin, archevêque de Manille († 21 juin 2005).

## Septembre
- 1er septembre :
  - Michel Henry, peintre et lithographe français († 25 décembre 2016).
  - Lucia Mirisola, costumière et décoratrice italienne († 23 décembre 2017).
  - Siegfried Vollrath,  joueur puis entraîneur de football est-allemand puis allemand († 28 novembre 2018).
- 2 septembre :
  - Pedro Caldentey, footballeur espagnol († 1er janvier 1975).
  - Moukhammad Dandamaïev, iranologue soviétique puis russe († 28 juillet 2017).
- 3 septembre : 
  - Pierre Troisgros, restaurateur français († 23 septembre 2020).
  - Ion Druță, écrivain moldave († 28 septembre 2023).
  - Gaston Thorn, homme politique luxembourgeois († 26 août 2007).
- 4 septembre :
  - Tor Arneberg, skipper norvégien († 23 septembre 2015).
  - Dick York, acteur américain († 20 février 1992).
- 5 septembre : 
  - Yves de Valence, peintre français († 17 avril 2010).
  - Jorge Milchberg, Musicien argentin († 20 août 2022).
- 6 septembre :
  - Robert M. Pirsig, philosophe et écrivain américain († 24 avril 2017).
  - Ievgueni Svetlanov, chef d'orchestre, pianiste et compositeur soviétique († 3 mai 2002).
- 7 septembre :
  - Donald Henderson, médecin et épidémiologiste américain († 19 août 2016).
  - Lilian Uchtenhagen, économiste et homme politique suisse († 6 septembre 2016).
- 8 septembre : Pietro Conti, homme politique italien († 7 septembre 1988).
- 9 septembre :
  - Jacques Chérèque, syndicaliste, préfet et homme politique français († 24 décembre 2017).
  - Albert Fornetti, footballeur français († 3 juin 2005).
  - Fritz Herkenrath, footballeur allemand († 18 avril 2016).
  - Gabrielle Vincent, écrivaine et illustratrice belge († 24 septembre 2000).
- 10 septembre : 
  - Inez Fischer-Credo, cavalière canadienne († 2 octobre 2016).
  - Michael Nolan, baron Nolan, pair et juge britannique († 22 janvier 2007).
- 11 septembre :
  - Alain Jouffroy, poète, écrivain et critique d'art français († 20 décembre 2015).
  - Alain Lachèze, footballeur français († 24 février 1986).
  - Micheline Rozan, productrice de théâtre française († 7 septembre 2018).
- 12 septembre : Léon Alpsteg, footballeur français († 21 juillet 2010).
- 13 septembre : 
  - Robert Indiana, artiste américain († 19 mai 2018).
  - Sadek Hadjerès, homme politique algérien († 3 novembre 2022).
  - Jurģis Skulme, peintre letton († 25 février 2015).
- 14 septembre : Humberto Maturana, biologiste, cybernéticien et philosophe chilien († 6 mai 2021).
- 15 septembre : 
  - Julian Cannonball Adderley, saxophoniste alto américain († 8 août 1975).
  - Henry Silva, acteur américain († 14 septembre 2022).
- 16 septembre : 
  - Denis Brihat, photographe français († 3 décembre 2024).
  - Jean Peschard, graveur, peintre et illustrateur français († 2 juillet 2007).
  - Gilbert Valentin, céramiste, peintre et sculpteur français († 31 décembre 2000).
- 17 septembre :
  - Roddy McDowall,  acteur, producteur et réalisateur britannico-américain († 3 octobre 1998).
  - Pierre-Michel Pango, prêtre catholique et compositeur ivoirien († 20 octobre 1993).
  - William Smith, lutteur américain spécialiste de la lutte libre († 20 mars 2018).
  - Jean-Gabriel Castel, avocat, professeur d'université et théologien du droit canadien († 30 décembre 2023).
- 19 septembre :
  - Marius Rozé, footballeur français († 3 janvier 2000).
  - Adam West, acteur américain († 9 juin 2017).
- 20 septembre :
  - Emilio Caprile, footballeur international italien († 5 mars 2020).
  - Jacqueline Desmarais, multi-milliardaire et mécène canadienne († 3 mars 2018).
  - Donald Hall, poète et écrivain américain († 23 juin 2018).
- 22 septembre :
  - Justin Bomboko, homme politique congolais († 10 avril 2014).
  - Eric Broadley, ingénieur et  entrepreneur britannique († 28 mai 2017).
- 23 septembre : Firanguiz Ahmedova, cantatrice azerbaïdjanaise († 16 décembre 2011).
- 24 septembre :
  - Charles Gregorini, coureur cycliste français († 8 avril 2020).
  - René Lavand, magicien argentin manchot spécialisé dans le close-up († 7 février 2015).
- 25 septembre :
  - Ottavio Bugatti, footballeur italien († 13 septembre 2016).
  - Victor Gold, journaliste et homme politique américain († 5 juin 2017).
  - Hassan Kassayi, musicien iranien († 14 juin 2012).
- 26 septembre : 
  - Nasser Assar, peintre français d'origine iranienne († 26 juillet 2011).
  - István Hildebrand, directeur de la photographie hongrois († 29 mars 2022).
  - Robert D. Ray, homme politique américain († 8 juillet 2018).
- 27 septembre : Bernard Bragg, humoriste sourd américain († 29 octobre 2018).
- 28 septembre : Martine Sarcey, actrice française († 11 juin 2010).
- 30 septembre : Elie Wiesel, écrivain, philosophe et professeur d'université américain d'origine roumaine († 2 juillet 2016).

## Octobre
- 1er octobre :
  - Laurence Harvey, acteur, réalisateur, producteur de cinéma et scénariste britannique († 25 novembre 1973).
  - Ann Morgan Guilbert, actrice américaine († 14 juin 2016).
  - Ryszard Rydzewski, réalisateur, scénariste et acteur polonais († 28 février 2014).
  - Erica Yohn, actrice américaine († 27 janvier 2019).
- 2 octobre :
  - Geert Hofstede, psychologue néerlandais († 12 février 2020).
  - Hubert Prévot, haut fonctionnaire, homme politique et syndicaliste français († 10 juillet 2015).
  - Willy Tröger, footballeur allemand qui a joué dans l'équipe de l'Allemagne de l'Est († 30 mars 2004).
- 3 octobre :
  - Shridath Ramphal, Diplomatie et homme politique guyanien († 30 août 2024).
  - Kåre Willoch, homme d'État norvégien († 6 décembre 2021).
- 4 octobre : Alvin Toffler, écrivain, sociologue et futurologue américain († 27 juin 2016).
- 5 octobre : Alberto Sughi, peintre italien († 31 mars 2012).
- 6 octobre :
  - Jean-Jacques Antier, journaliste, biographe, romancier français († 1er janvier 2023).
  - Liliane de Kermadec, comédienne, réalisatrice et scénariste française († 13 février 2020).
- 7 octobre :
  - Lucien Gillen, coureur cycliste luxembourgeois († 11 août 2010).
  - Rex Jackson, homme politique australien († 31 décembre 2011).
  - Raymond Lévesque, chanteur québécois († 15 février 2021).
  - Sohrab Sepehri, poète, écrivain et peintre iranien († 21 avril 1980).
- 8 octobre : 
  - Leonard French, peintre et décorateur australien († 10 janvier 2017).
  - Melvin Russell Ballard, homme d’affaires et dirigeant religieux américain († 12 novembre 2023).
- 9 octobre : Einojuhani Rautavaara, compositeur finlandais († 27 juillet 2016).
- 10 octobre : Jean Le Merdy, peintre français († 21 février 2015).
- 11 octobre :
  - Joseph Duval, évêque catholique français († 23 mai 2009).
  - Saulius Sondeckis, violoniste, chef d'orchestre et professeur de musique lituanien († 3 février 2016).
  - Geoffrey Tordoff, pair, homme d'affaires et homme politique britannique († 22 juin 2019).
- 12 octobre : Djivan Gasparian, compositeur et un musicien soviétique puis arménien († 6 juillet 2021).
- 14 octobre :
  - Edmond Jacobs, coureur cycliste luxembourgeois († 26 mars 2012).
  - José Hector Rial Laguia, footballeur argentin naturalisé espagnol († 24 février 1991).
- 16 octobre :
  - José Picó, peintre et dessinateur français d'origine espagnole († 20 août 2018).
  - Ardeshir Zahedi, diplomate et homme politique iranien († 18 novembre 2011).
- 17 octobre :
  - Jimmy Breslin, journaliste et romancier américain († 19 mars 2017).
  - André Payan, coureur cycliste français († 24 novembre 1999).
- 18 octobre : Marcus Kimball, homme politique britannique († 26 mars 2014).
- 19 octobre : André Laban, réalisateur et écrivain français († 10 octobre 2018).
- 20 octobre : Teddy Aeby, graveur, dessinateur, peintre et professeur de dessin suisse († 17 avril 1992).
- 22 octobre :
  - Guy Georges, syndicaliste français († 3 février 2018).
  - Nelson Pereira dos Santos, cinéaste brésilien († 21 avril 2018).
  - Michel Terrasse, peintre et décorateur français († 14 avril 2002).
- 23 octobre : Marthe Mercadier, actrice française († 15 septembre 2021).
- 24 octobre :
  - René Marigil, coureur cycliste espagnol († 25 octobre 2009).
  - Pierre Olivier, peintre français († 26 février 2018).
- 25 octobre : 
  - Marion Ross, actrice américaine.
  - Peter Naur, pionnier danois de l'informatique († 3 janvier 2016).
  - Jeanne Cooper, actrice américaine († 8 mai 2013).
- 26 octobre :
  - Albert Brewer, homme politique américain († 2 janvier 2017).
  - Gianni Minervini, acteur et producteur de télévision et de cinéma italien († 4 février 2020).
- 27 octobre : Gilles Vigneault, poète, auteur de contes et de chansons, auteur-compositeur-interprète québécois.
- 28 octobre : 
  - Cathy Ubels-Veen, femme politique néerlandaise († 17 février 2015).
  - Ion Mihai Pacepa, journaliste et fonctionnaire roumain puis américain († 14 février 2021).
- 30 octobre :
  - Michael Andrews, peintre britannique († 19 juillet 1995).
  - Raúl Cárdenas, joueur et entraîneur de football mexicain († 25 mars 2016).
  - Giovanni Orelli, écrivain et poète suisse de langue italienne et de dialecte tessinois († 3 décembre 2016).
- 31 octobre :
  - Roland Lepage, acteur et scénariste québécois.
  - Roy Romer, homme politique américain.
  - René Saorgin, organiste français († 16 décembre 2015).

## Novembre
- 1er novembre :
  - Claude Bloch, déporté français, survivant des camps de concentration († 31 décembre 2023).
  - Joe Girard, vendeur d'automobiles américain († 28 février 2019).
  - Léon Mokuna, joueur de football belge d'origine congolaise († 28 janvier 2020).
  - Marc Viénot, haut fonctionnaire et dirigeant de banque français († 28 janvier 2019).
- 3 novembre : Osamu Tezuka, dessinateur japonais de manga († 9 février 1989).
- 5 novembre : Julian Stanczak, peintre et graveur américain d'origine polonaise († 25 mars 2017).
- 6 novembre :
  - Marie Leonhardt Amsler, violoniste suisse, membre fondatrice du Leonhardt-Consort (en) († 23 juillet 2022).
  - Ivan Marković, entraîneur de football yougoslave puis croate († 15 novembre 2006).
  - Zara Steiner, historienne et universitaire britannique d'origine américaine († 13 février 2020).
- 7 novembre :
  - Ernesto « Tito » Puentes, musicien cubain († 8 juin 2017).
  - Richard G. Scott, ingénieur nucléaire américain († 22 septembre 2015).
- 8 novembre : Natalie Zemon Davis, historienne et universitaire canadienne-américaine († 21 octobre 2023).
- 9 novembre : Harrison Ruffin Tyler, scientifique, écologiste et petit fils du 10e président des État Unis, John Tyler († 25 mai 2025).
- 10 novembre :
  - Paul-Marie de La Gorce, journaliste français († 1er décembre 2004).
  - Ennio Morricone, compositeur et chef d'orchestre italien († 6 juillet 2020).
- 11 novembre :
  - Ernestine Anderson, chanteuse américaine († 10 mars 2016).
  - Carlos Fuentes, écrivain mexicain († 15 mai 2012).
  - Joseph Mercieca, évêque catholique maltais († 21 mars 2016).
- 14 novembre : 
  - George Bizos, avocat sud-africain († 9 septembre 2020).
  - Vitaliy Massol, homme d'État ukrainien († 21 septembre 2018).
  - Bernabé Martí, artiste lyrique espagnol († 18 mars 2022).
- 15 novembre : Paul Kallos, peintre français d'origine hongroise († 10 août 2001).
- 16 novembre :
  - Dick Gamble, joueur de hockey sur glace canadien († 22 mars 2018).
  - Clu Gulager, acteur américain († 5 août 2022).
  - Léon Konan Koffi, homme politique ivoirien († 29 août 2017).
  - Engelsina Markizova, historienne soviétique († 11 mai 2004).
- 17 novembre :
  - Arman, artiste français († 22 octobre 2005).
  - Rance Howard, acteur, scénariste et producteur américain († 25 novembre 2017).
  - Betty Kaunda, Première dame de Zambie († 18 septembre 2012).
  - Maurice Prat, joueur de rugby à XV français († 15 mai 2016).
- 18 novembre :
  - Norman Baker, marin et explorateur américain († 22 novembre 2017).
  - Rino Benedetti, coureur cycliste italien († 14 juin 2002).
  - Otar Gordeli, compositeur géorgien († 1994).
- 19 novembre : Jean Combot, footballeur français († 14 mai 2021).
- 20 novembre :
  - Alexeï Batalov, acteur soviétique puis russe († 15 juin 2017).
  - Franklin Cover, acteur américain († 5 février 2006).
  - John Disley, athlète britannique († 8 février 2016).
  - Albert Dolmans, peintre néerlando-américain († 9 juin 2021).
  - Pedro Ferrándiz, entraîneur de basket-ball espagnol († 7 juillet 2022).
- 22 novembre :
  - Nikolaï Dobronravov, poète et parolier russe († 16 septembre 2023).
  - Mel Hutchins, joueur de basket-ball américain († 19 décembre 2018).
- 23 novembre :
  - Pierre Étaix, cinéaste, acteur, clown, dessinateur, affichiste, magicien et dramaturge français († 14 octobre 2016).
  - Elmarie Wendel, actrice américaine († 21 juillet 2018).
- 24 novembre : Gérard Israël, philosophe et homme politique français († 7 novembre 2018).
- 27 novembre :
  - Stanley Hoffmann, professeur de sciences politiques français à l'université Harvard († 13 septembre 2015).
  - Thich Quang Do, moine bouddhiste vietnamien († 22 février 2020).
- 28 novembre : 
  - Jean-Claude Bédard, peintre et graveur français († 18 mai 1982).
  - Leroy Daniels, acteur, danseur et acteur américain († 11 décembre 1993).
  - Bano Qudsia, romancière et dramaturge pakistanaise († 4 février 2017).
- 29 novembre :
  - Yolande Fox, militante féministe et chanteuse d'opéra américaine († 22 février 2016).
  - Joan Martí i Alanis, évêque d'Urgell et Coprince d'Andorre († 11 octobre 2009).
  - Taïr Salakhov, peintre, artiste de théâtre, enseignant et professeur soviétique, azerbaïdjanais et russe († 21 mai 2021).
- 30 novembre :
  - Manuel Badenes, joueur et entraîneur de football espagnol († 26 novembre 2007).
  - Germà Colón, lexicographe et éditeur espagnol († 22 mars 2020).
  - Huguette Dreyfus, claveciniste française († 16 mai 2016).
  - Peter-Hans Kolvenbach, prêtre jésuite néerlandais de rite arménien († 26 novembre 2016).
  - Elmira Nazirova, pianiste azérie († 23 janvier 2014).
  - André Pourny, homme politique français († 10 juin 2018).
  - Karin Söder, femme politique suédoise († 19 décembre 2015).

## Décembre
- 1er décembre :
  - Pierre Anfosso, peintre français († 5 novembre 2004).
  - Vincent Roux, peintre figuratif français († 8 juin 1991).
- 2 décembre :
  - Rıdvan Bolatlı, footballeur international turc († 31 mars 2022).
  - Edwin Kessler, météorologue américain, expert en physique des nuages († 21 février 2017).
- 3 décembre :
  - Michel Adama-Tamboux, homme politique centrafricain († 18 mars 2018).
  - Carlo Giuffré, acteur italien († 1er novembre 2018).
- 4 décembre : Masao Itō, neuroscientifique japonais  († 18 décembre 2018).
- 6 décembre :
  - Jan Hendriks, acteur allemand († 13 décembre 1991).
  - Roberto Pregadio, compositeur et chef d'orchestre italien († 15 novembre 2010).
- 7 décembre :
  - Noam Chomsky, linguiste américain.
  - Zdeněk Mahler, réalisateur tchèque († 17 mars 2018).
- 8 décembre :
  - Mun Dok-su, poète et écrivain sud-coréen († 13 mars 2020).
  - Joachim Gnilka, théologien et bibliste allemand († 15 janvier 2018).
  - Lev Mantula, footballeur yougoslave puis croate († 1er décembre 2008).

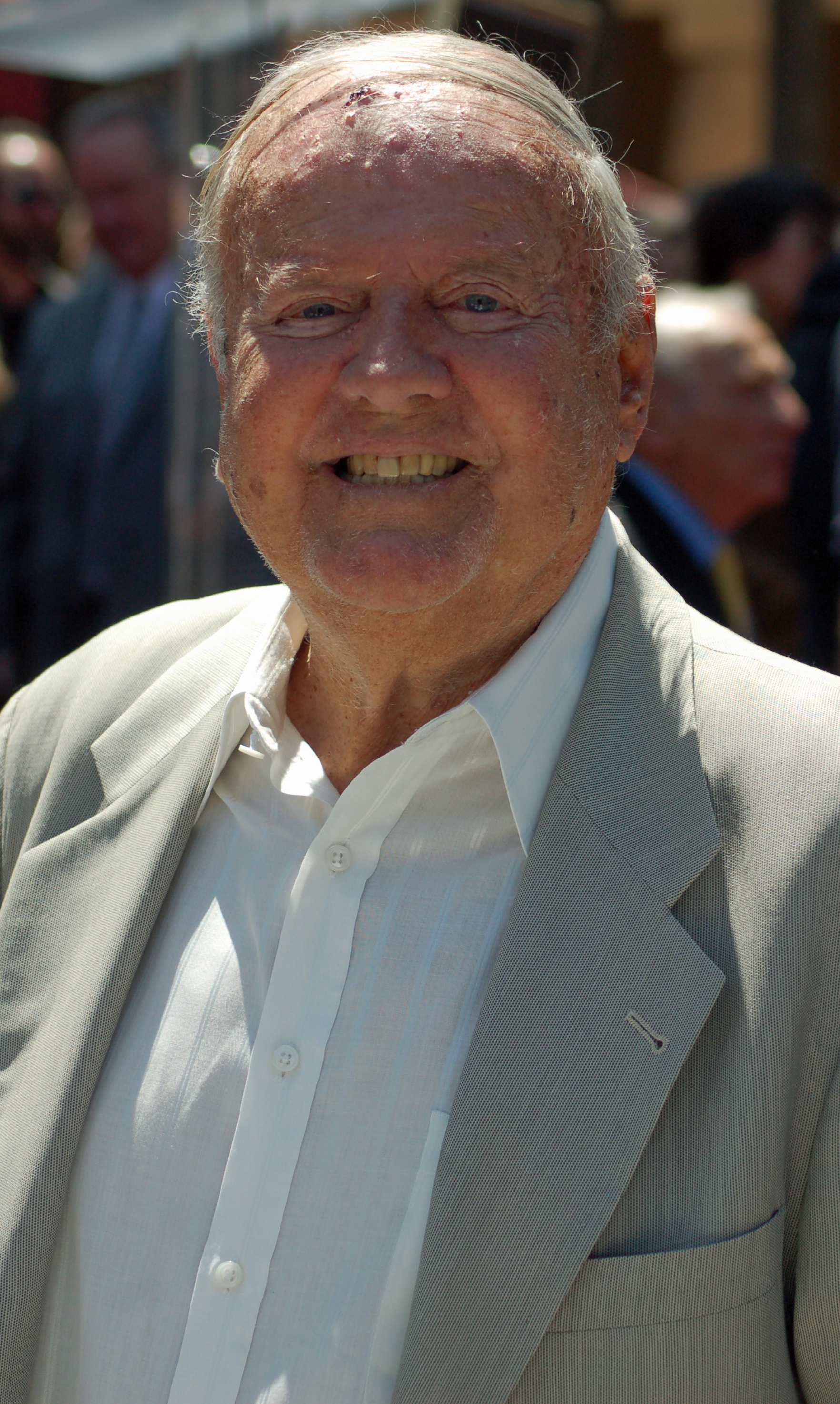
Dick Van Patten, alias Tom Bradford dans la série "Huit, ça suffit !"

  - Dick Van Patten, alias Tom Bradford dans la série "Huit, ça suffit !"Jimmy Smith, organiste de jazz américain († 8 février 2005).
- 9 décembre : 
  - Joan Blos, romancière américaine († 12 octobre 2017).
  - Charles Carrère, personnalité franco-sénégalaise de la littérature francophone d’Afrique († 17 janvier 2020).
  - Dick Van Patten, acteur et homme d'affaires américain († 23 juin 2015).
- 10 décembre : 
  - Murlidhar Chandrakant Bhandare, homme politique indien († 15 juin 2024).
  - Dan Blocker, acteur américain († 13 mai 1972).
  - Thomas A. Carlin, acteur américain († 6 mai 1991).
  - Barbara Nichols, actrice américaine († 5 octobre 1976).
- 12 décembre :
  - Roberto Contreras, acteur américain († 18 juillet 2000).
  - Stanley Mandelstam, physicien d'origine sud-africaine († 23 juin 2016).
- 13 décembre : Steven Marcus, critique littéraire et universitaire américain († 25 avril 2018).
- 15 décembre : 
  - Friedensreich Hundertwasser, artiste, peintre, penseur et architecte autrichien († 19 février 2000).
  - Ida Haendel, violoniste britannique d'origine polonaise († 30 juin 2020)
- 16 décembre :
  - Philip K. Dick, auteur américain de romans et de nouvelles de science-fiction († 2 mars 1982).
  - Friedrich Wilhelm Schnitzler, chef d'entreprise et homme politique allemand membre de la CDU († 15 juillet 2011).
  - Terry Carter, acteur américain († 23 avril 2014).
- 17 décembre : Leonid Bronevoï, acteur soviétique puis russe († 9 décembre 2017).
- 18 décembre :
  - Ira Gitler, journaliste et historien américain († 23 février 2019).
  - Joachim Kaiser, musicologue allemand († 11 mai 2017).
  - Galt MacDermot, musicien (pianiste) et compositeur canado-américain († 17 décembre 2018).
  - Georges Rhigas, peintre et lithographe grec vivant en France.
- 20 décembre :
  - Donald Adams, acteur et basse bouffe britannique († 8 avril 1996).
  - Tatiana Birshtein, physicienne russe († 23 février 2022).
- 21 décembre : Ed Nelson, acteur et américain († 9 août 2014).
- 22 décembre :
  - Piero Angela, journaliste, vulgarisateur scientifique et pianiste italien († 13 août 2022).
  - Fredrik Barth, anthropologue et ethnologue norvégien († 24 janvier 2016).
- 23 décembre : Francisco Alomar, coureur cycliste espagnol († 9 août 1955).
- 24 décembre : Norman Rossington, acteur britannique († 21 mai 1999).
- 25 décembre :
  - Élie-Charles Flamand, poète et écrivain français († 25 mai 2016).
  - Dick Miller, acteur, scénariste et réalisateur américain († 30 janvier 2019).
  - John Njenga, prélat catholique kényan († 4 novembre 2018).
- 26 décembre : Jacques Lesourne, économiste français († 1er mars 2020).
- 28 décembre :
  - Öyvind Fahlström, peintre, écrivain et poète suédois († 9 novembre 1976).
  - Robert Scheerer, réalisateur, acteur et producteur américain († 3 mars 2018).
  - Ian Steel, coureur cycliste britannique († 20 octobre 2015).
- 29 décembre :
  - Hubert Faensen, historien de l'art et directeur de publication allemand († 23 janvier 2019).
  - Santiago Vernazza, joueur de football argentin († 12 novembre 2017).
- 30 décembre :
  - Nicolas le Jardinier, journaliste, animateur de télévision et de radio et chroniqueur français  († 21 novembre 2018).
  - Christian Millau, journaliste, grand reporter, écrivain et critique gastronomique français († 5 août 2017).
  - Alain Mottet, acteur français († 31 octobre 2017).
- 31 décembre :
  - Sture Allén, professeur de linguistique informatique suédois († 20 juin 2022).
  - Veijo Meri, écrivain finlandais († 21 juin 2015).
  - Siné, dessinateur français († 5 mai 2016).
- Jour inconnu:
  - Colette Mansard, compositrice française.

## Date précise inconnue
- Aaron Banks, grand maître des arts martiaux et acteur américain († 2 mai 2013).
- Gabriel Bonmati, peintre français († juillet 2005).
- Sadun Boro, marin et navigateur turc († 5 juin 2015).
- Ricard Creus i Marzo, écrivain et poète catalan († 10 novembre 2021).
- Adama Kouyaté, photographe malien († 14 février 2020).
- Léonard Mulamba Nyunyi wa Kadima, homme politique congolais († 12 août 1986).
- Iba N'Diaye, peintre franco-sénégalais († 5 octobre 2008).
- Iraj Pezeshkzad, écrivain iranien († 12 janvier 2022).
- Remzi, peintre, pastelliste et graveur français d'origine kurde († 23 juillet 2015).
- Roy Heaton Smith, compositeur britannique († 26 mai 2014).
- Mohammed Taoud, chef d'orchestre marocain et maître de la musique arabo-andalouse († 7 novembre 2007).
- Djoher Amhis-Ouksel, femme de lettres algérienne († 5 juin 2025).